# Bouclier antiémeute
Vous lisez un « bon article » labellisé en 2020.
Pour les articles homonymes, voir Bouclier, Shield et Shields.
Un bouclier antiémeute, aussi orthographié bouclier anti-émeute, est un équipement léger de protection utilisé par les forces de l'ordre et par certaines forces armées.
Habituellement, un bouclier antiémeute est assez grand pour protéger une personne de taille moyenne du sommet de la tête aux genoux, même si d'autres modèles plus petits existent. Il est généralement utilisé pour le maintien de l'ordre, pour protéger son utilisateur s'il est assailli par plusieurs agresseurs munis d'armes contondantes ou tranchantes, ainsi que contre des jets de projectiles. Il peut également servir d'arme de mêlée de courte portée pour repousser des émeutiers lors de manifestations. Les boucliers antiémeute n'offrent pas de protection balistique : lors d'engagements présentant un risque de tirs d'armes à feu, on utilise des boucliers balistiques.
Les équipements de défense de ce type sont utilisés dans la plupart des pays disposant d'une police dotée d'une administration et d'une organisation, et sont produits par plusieurs sociétés. Ils sont souvent utilisés avec des matraques. La majeure partie de ces boucliers sont fabriqués en polycarbonate transparent afin de permettre à l'utilisateur de voir à travers en restant protégé. Même s'ils sont efficaces pour protéger leur utilisateur et pour empêcher les manifestants de pénétrer les lignes des forces de l'ordre, leur utilisation peut néanmoins encourager les jets de projectiles de la part des protestataires. Des émeutiers font aussi usage de boucliers improvisés faits de bois ou de ferraille.

## Histoire

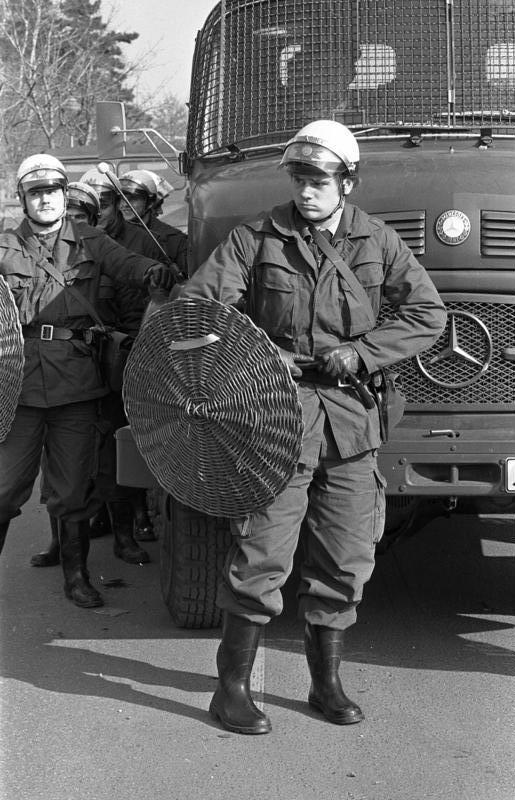
Policier ouest-allemand muni d'une version primitive du bouclier antiémeute en 1971.

Les premiers boucliers sont utilisés pendant la préhistoire majoritairement pour la chasse. Ils sont utilisés pour se cacher et pour se défendre contre les proies recherchées. Lorsque l'humain commence à se sédentariser, avec l'apparition de l'élevage, les boucliers deviennent alors d'usage militaire,. Avec l'avènement de nouvelles technologies comme la métallurgie, le bouclier se spécialise et devient dès lors disponible sous plusieurs formes, allant du cercle au losange, et sous différents matériaux, comme le bronze ou le bois. Au XVIIe siècle, l'arrivée des armes à feu annonce le déclin du bouclier, puisqu'il est inefficace contre les impacts balistiques. Au tournant des années 1900, grâce à l'arrivée des gilets pare-balles et l'amélioration de l'équipement des soldats, les boucliers ne sont plus utilisés par les forces armées sur les champs de bataille,. Une version primitive du bouclier antiémeute est développée par Robert Gladstone en 1914 pour la police du Grand Manchester, mais elle est rapidement oubliée.
Après la Seconde Guerre mondiale, de nombreux mouvements civils de protestations dans les années 1950, 1960 et 1970 conduisent les autorités des pays en crise à concevoir une méthode non létale et n'utilisant pas la force physique, mais efficace pour endiguer les manifestations : les boucliers antiémeute,. Pendant l'insurrection de Chypre de 1955 à 1959, les autorités britanniques en font usage pour arrêter les mouvements de foule,,. Pendant les manifestations de mai 1968, la Police nationale française essaie pour la première fois ses boucliers antiémeute,. Au Québec, les premiers boucliers antiémeute entrent en service lors d'une manifestation de travailleurs en 1972 à Mont-Laurier. En 1967, à la suite des émeutes de Newark, la police de la ville où se sont déroulées les protestations décide de déployer des boucliers antiémeute, et de faire suivre à ses unités un entraînement spécifique, en raison d'un bilan désastreux pour la police. Le reste des États-Unis suit rapidement la police de Newark et les boucliers antiémeute deviennent une nécessité, comme le démontre l'émeute de Koza de 1970, où les militaires américains en utilisent contre les citoyens japonais insurgés.
Lors des émeutes en Irlande dans les années 1960 et 1970, l'absence de boucliers antiémeute est remarquée. Des membres des forces armées appelés pour répondre à une manifestation au Curragh font usage de leurs baïonnettes pour maintenir l'ordre, aucun bouclier n'étant disponible. Après que neuf membres de la Garda Síochána, la police nationale d'Irlande, sont blessés lors d'une agitation à Lifford, les policiers racontent qu'il n'y avait pas non plus de boucliers à leur disposition. Lors d'une autre manifestation, à Monaghan, quarante-quatre membres des forces armées sont présents, mais ils n'ont que cinq boucliers. En réaction à la pénurie, 200 boucliers sont fabriqués en 1972 à Dublin. En Irlande du Nord, où des manifestations ont lieu entre 1969 et 1985, des boucliers sont aussi fabriqués en masse pour répondre à la demande,. Au Royaume-Uni, la réponse aux manifestations se fait plus tardive, les premiers boucliers défensifs apparaissant pendant la bataille de Lewisham en 1977,,. La Fédération policière d'Angleterre et du Pays de Galles avait déjà commencé à faire pression sur le gouvernement britannique au sujet de l'utilisation de boucliers en 1976, à la suite de la manifestation du Carnaval de Notting Hill qui avait fait plusieurs blessés du côté des policiers.

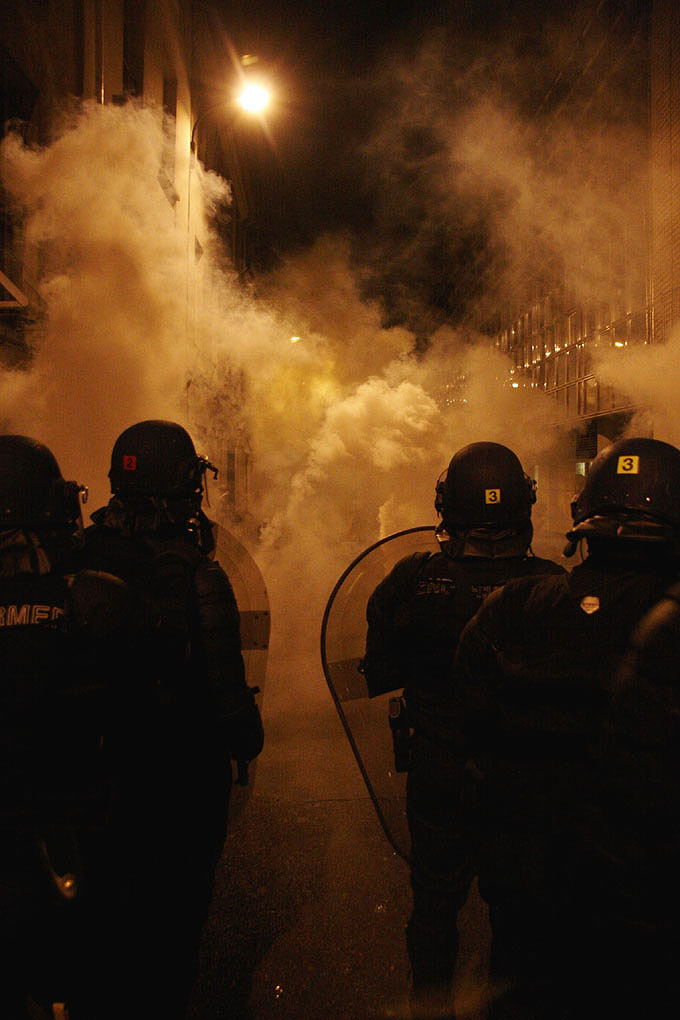
Des gendarmes mobiles avec des boucliers antiémeute à Paris en 2007.

Lors du mouvement de 1977, la police italienne introduit ses boucliers antiémeute pour contrer les violences étudiantes. Similairement à l'Italie, l'Espagne doit utiliser ses boucliers antiémeute contre des manifestants, des partisans du parti d'extrême-droite Fuerza Nueva, lors d'émeutes en 1978 à travers le pays. En 1989, lors des manifestations de la place Tian'anmen, la police chinoise introduit ses boucliers antiémeute, qui se sont avérés très efficaces. Les premiers boucliers antiémeute pouvant envoyer une décharge électrique sont utilisés sur des prisonniers en 1997 par les États-Unis, mais une dizaine d'années plus tard deviennent considérés comme des instruments de torture à cause de la brutalité avec lesquels ils en ont été faits usage. Dans les années 1980 et 1990, le bouclier antiémeute commence à lentement s'imposer dans les autres pays disposant d'une force de police dont les rangs sont organisés, comme les Pays-Bas, qui en font usage lors du couronnement de la reine Beatrix. En 2000, des boucliers antiémeute pouvant prétendument arrêter les ondes provenant de téléphones portables sont vendus à la police de Hong Kong, mais s'avèrent inutiles.
Dès son intégration dans la plupart des forces policières, vers les années 1970, le bouclier antiémeute est critiqué par différents journalistes et activistes qui considèrent qu'il peut être utilisé comme une arme offensive. Les critiques s'intensifient à partir des années 2000, lorsque des manifestants racontent avoir été frappées par un bouclier,. En 2020, lors des manifestations liées à la mort de George Floyd, des policiers du Tennessee ont déposé leurs boucliers antiémeute à la demande de manifestants pacifiques.

## Types et modèles
De façon générale, les boucliers antiémeute sont élaborés à partir de polycarbonate transparent d'une épaisseur comprise entre 4 mm et 6 mm. Ils sont conçus pour être résistants aux chocs, mais ne résistent normalement pas aux impacts balistiques. Certains boucliers antiémeute offrent une protection balistique minimale contre les munitions de faible vitesse tirées à partir d'armes de poing ou de fusils de chasse. Néanmoins, dans la plupart des situations impliquant une résistance fortement armée, le bouclier balistique est utilisé à la place.

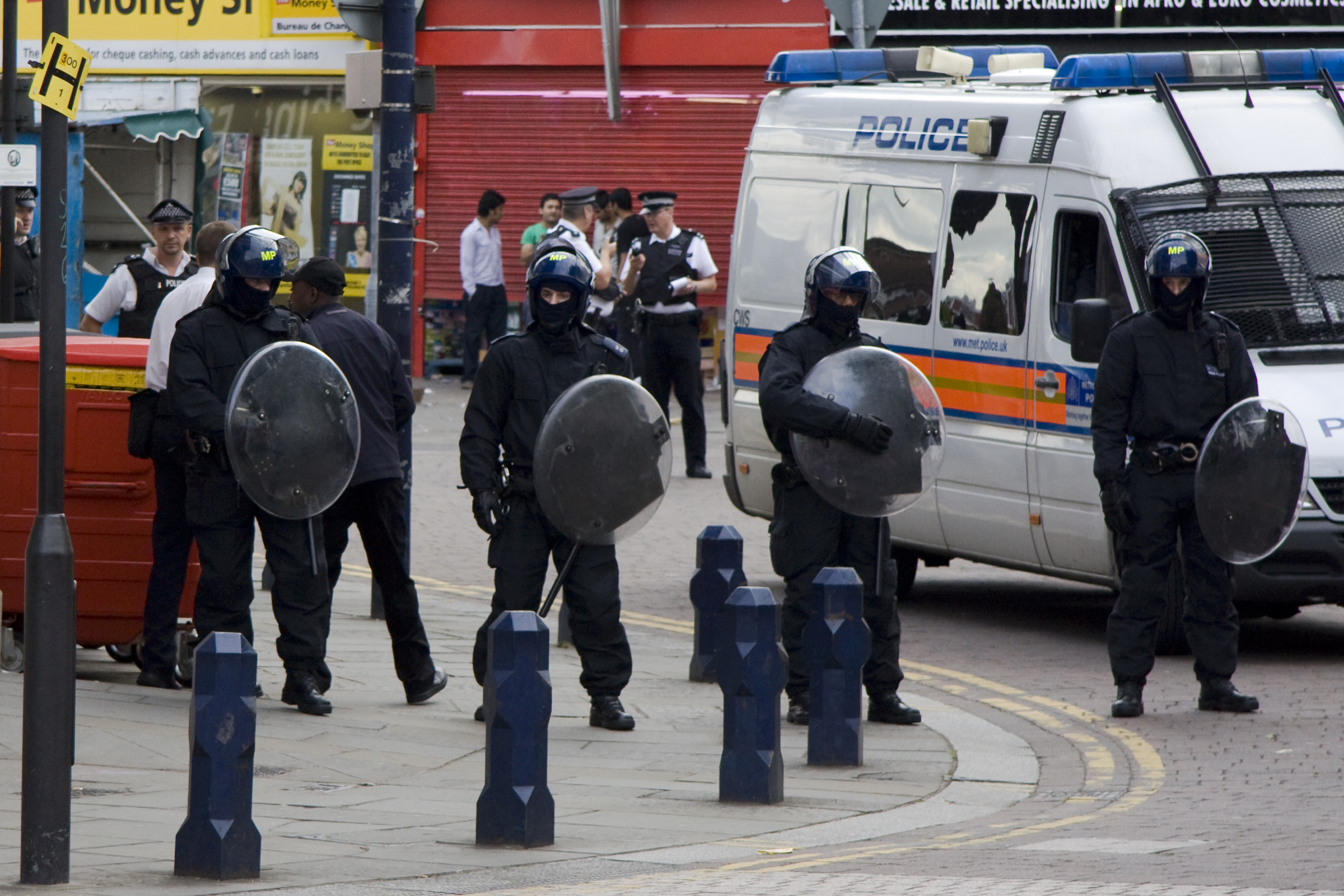
Policiers britanniques avec des boucliers antiémeute ronds à Lewisham, en 2011.

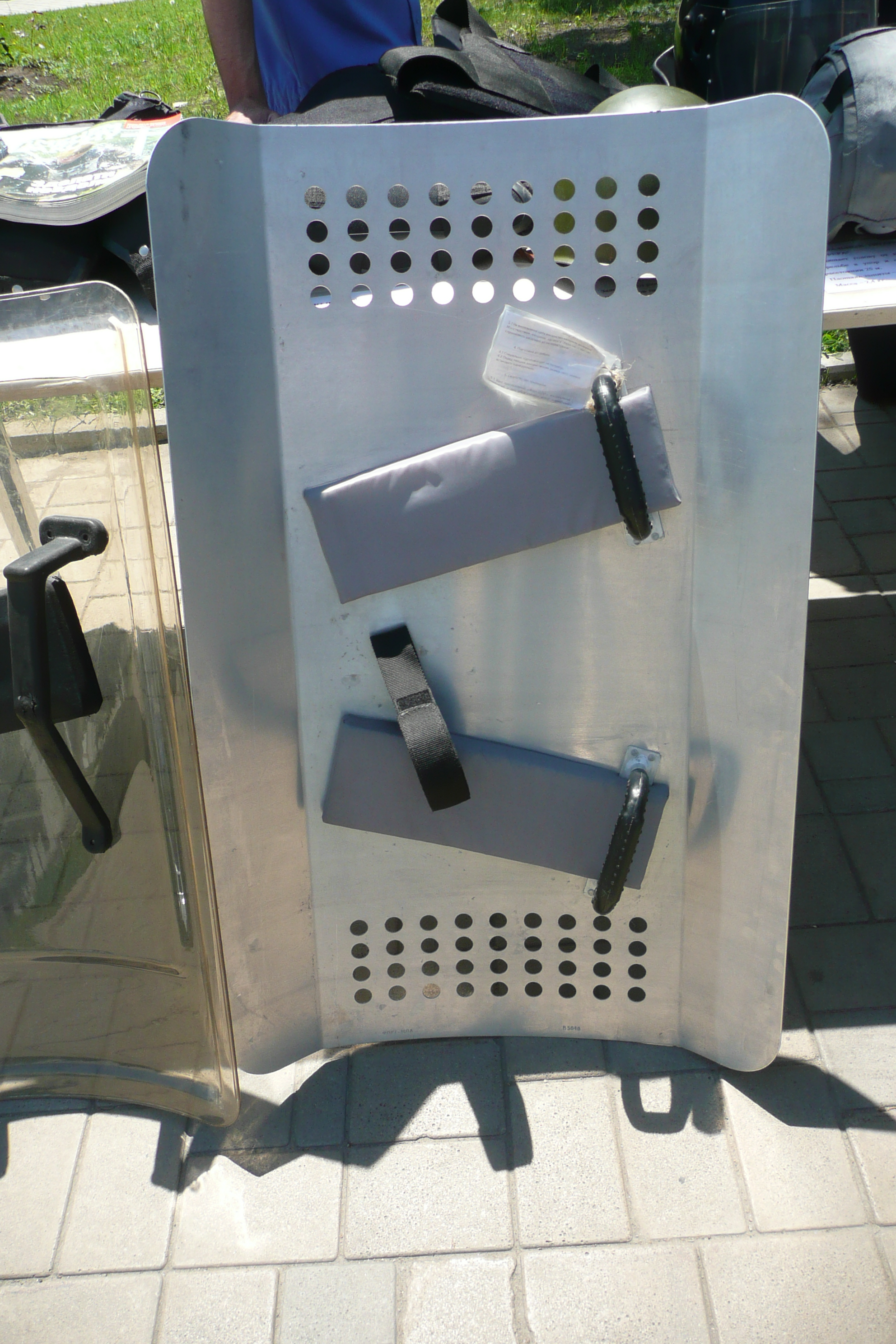
Bouclier antiémeute entièrement en métal.

Les boucliers sont typiquement d'une forme ronde ou rectangulaire, avec une longueur comprise entre 90 et 120 cm et une largeur variable. La plupart d'entre eux, lorsqu'ils sont utilisés de manière optimale, protègent le porteur de la tête aux genoux. Ils ont aussi tendance à être légèrement incurvés et ont des poignées de métal ou de plastique renforcé fixées par des œillets métalliques. Les poignées sont placées de façon que l'usager puisse le tenir avec son poing, le bouclier offrant souvent une protection additionnelle, en laissant un point de repos pour l'avant-bras ou en ayant des courroies de velcro pour le maintenir. Les boucliers possèdent parfois un espace d'entreposage pour une matraque ou une autre arme non létale, et certains peuvent se combiner avec d'autres boucliers de chaque côté, de façon à créer un mur de boucliers. Le type de bouclier varie en fonction de la situation et de l'objectif à atteindre, mais varie aussi selon le budget de l'organisation.
Des boucliers antiémeute de forme concave sont aussi créés, pour arrêter et maintenir des prisonniers ou des manifestants et certains modèles électriques envoient une décharge non létale à la personne qui entre en contact avec eux,,. Ces boucliers, qui commencent à être produits dans les années 1980, comportent des bandes métalliques entourant le contour du polycarbonate. Un choc est émis à travers ces bandes par un bouton du côté du porteur. L'utilisation de ce type de boucliers a causé plusieurs morts. En 2011, Raytheon Technologies dépose un brevet pour un bouclier antiémeute acoustique, qui envoie un son dans les voies respiratoires d'une personne proche, ce qui gêne sa respiration.

## Utilisation

### Modes d'utilisation

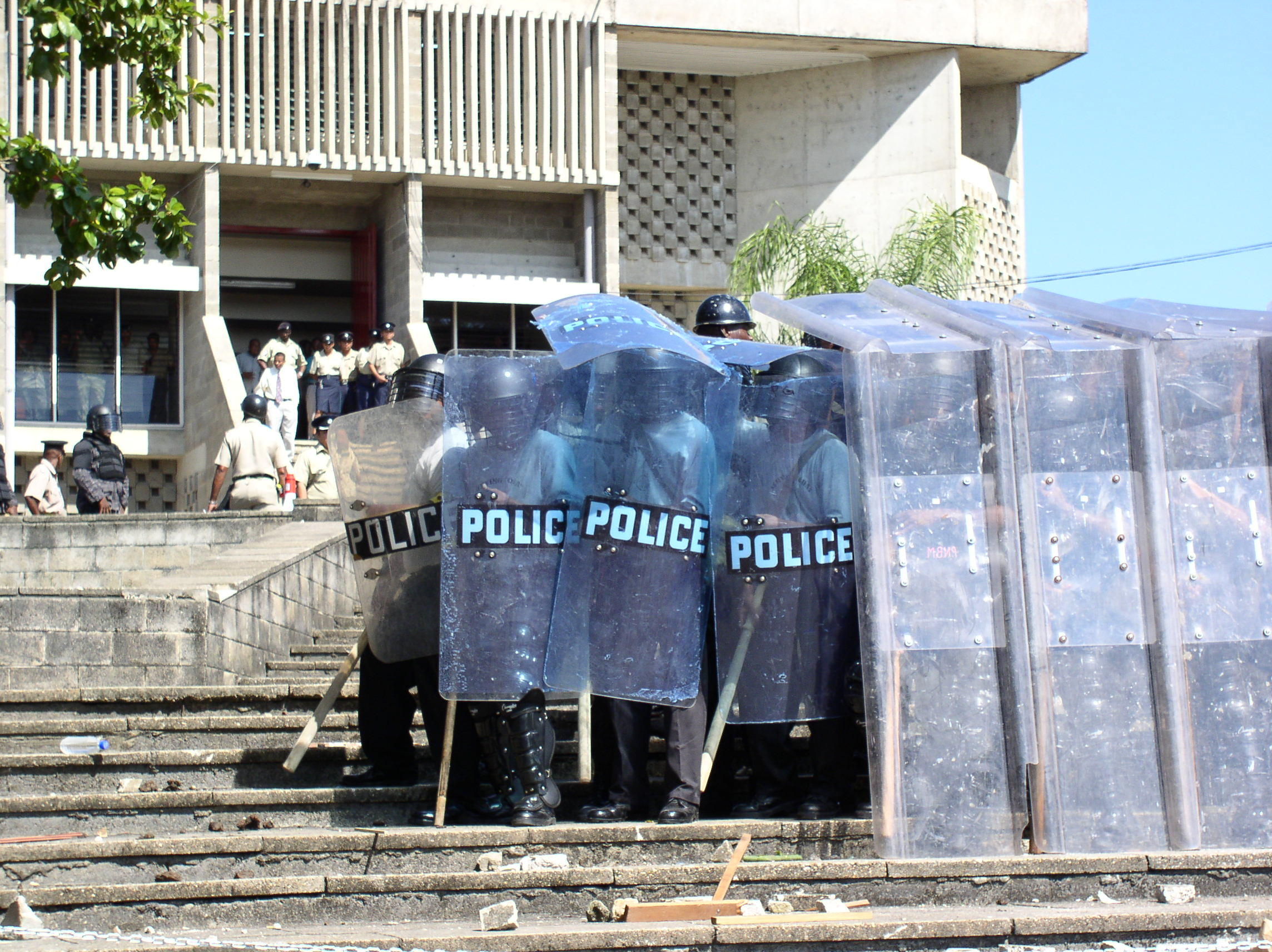
Policiers équipés de boucliers antiémeute au Belize en formation tortue.

Le fait d'utiliser le bouclier antiémeute ou non dans un conflit dépend du choix du commandant de l'escouade antiémeute. Il est recommandé que les forces de l'ordre disposant de boucliers antiémeute ne soient équipées que d'armes non létales. Il a été conçu principalement pour se défendre, mais il peut devenir une arme offensive lorsqu'il se trouve directement en contact avec les protestataires. Les boucliers antiémeute sont faits pour être tenus dans la main ne tenant pas de matériel dans un angle incliné légèrement vers l'intérieur, de façon à dévier les projectiles vers le sol. Ordinairement, les manifestants confrontés à un bouclier antiémeute tentent de s'en emparer. Les policiers ont donc instruction de repousser ceux qui s'y essaient avec leur main qui ne tient pas le bouclier. Si un émeutier essaie de s'agripper au bas du bouclier, les policiers doivent plaquer leur bouclier au sol de toutes leurs forces, pour piéger le manifestant. Les boucliers sont souvent utilisés en combinaison avec une matraque.
Les boucliers antiémeute s'avèrent très efficaces pour empêcher la pénétration des lignes de police. Un officiel de l'Union nationale des mineurs du Royaume-Uni fait savoir qu'il était déjà difficile de briser les lignes policières lors de la grève des mineurs britanniques de 1972, alors qu'il n'y avait aucun bouclier antiémeute et que la police avait simplement utilisé la formation en coin, mais qu'il était pratiquement devenu impossible de les briser lors de la grève de 1984-1985, les policiers ayant troqué la formation pour des boucliers et des matraques. Le même officiel fait également savoir que des manifestants non armés n'ont aucune chance contre des policiers équipés de boucliers antiémeute. La combinaison bouclier-matraque est utilisée dans la majorité des grèves et révoltes, sauf les plus graves, où d'autres dispositifs comme le canon à eau, le gaz CS et les balles en caoutchouc sont utilisés.

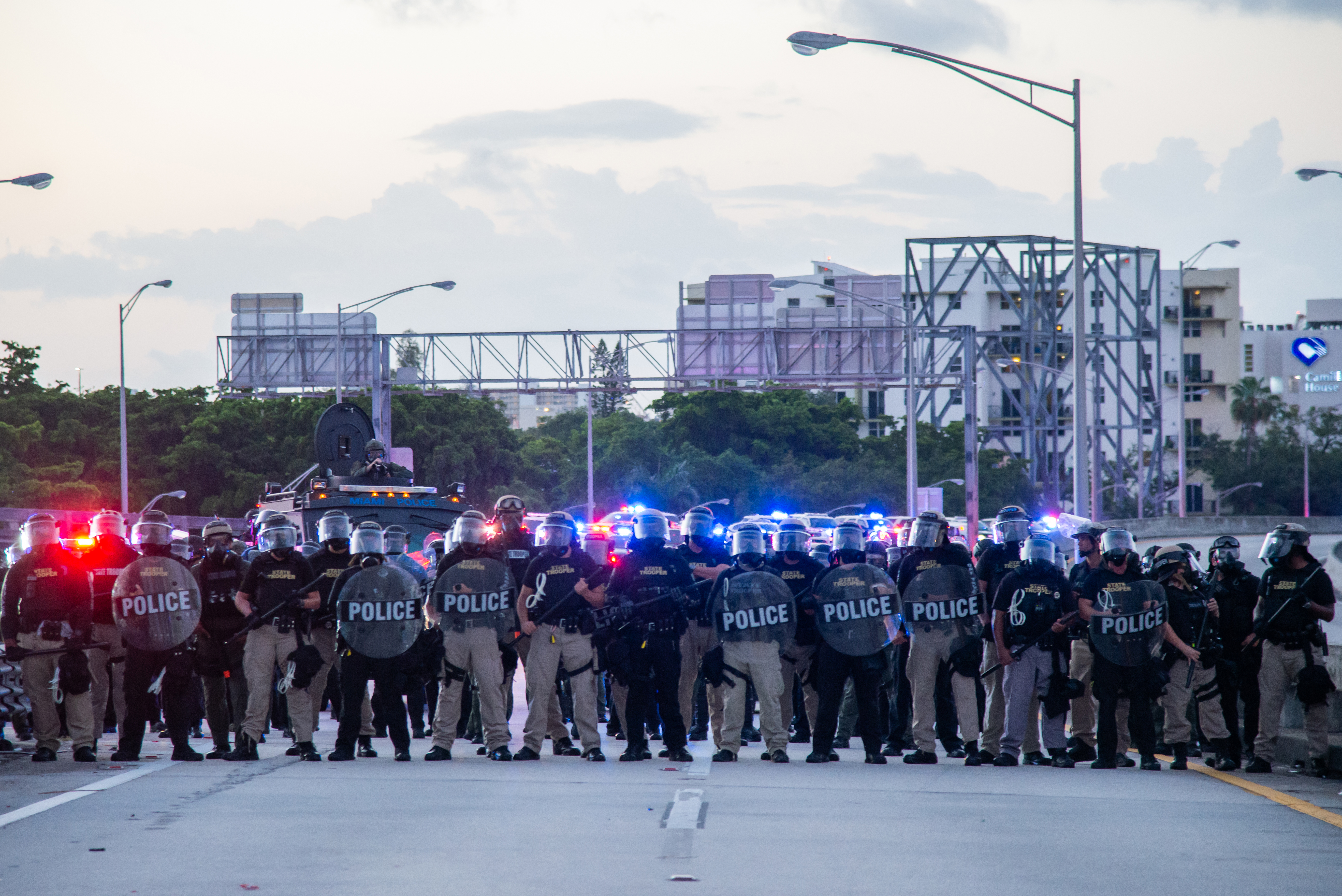
Policiers américains à Miami formant un mur de boucliers lors des manifestations de mai et juin 2020 consécutives à la mort de George Floyd.

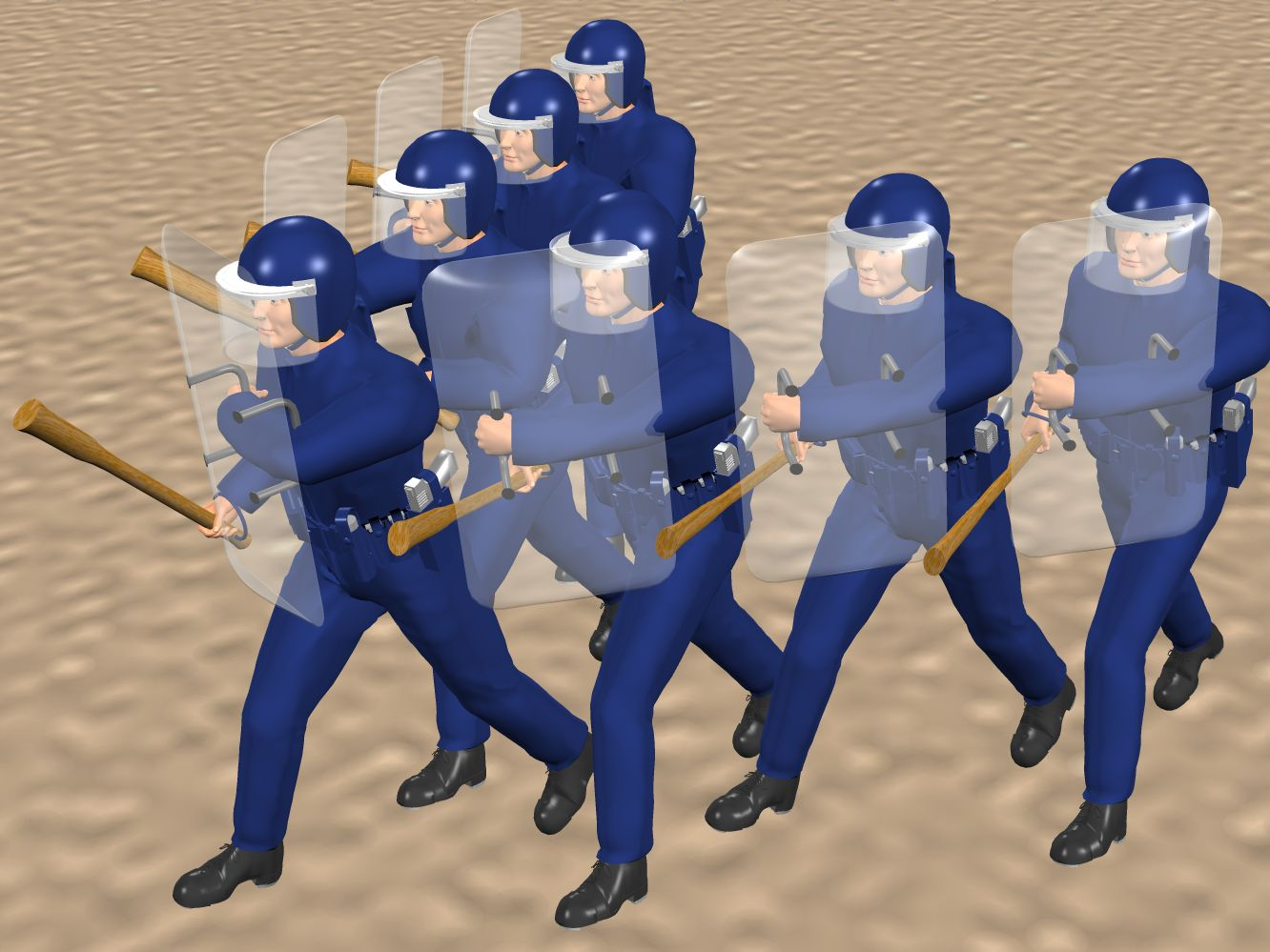
Policiers d'une escouade anti-émeute en formation en coin.

Les armes non létales comme le gaz CS peuvent être combinées au bouclier dans ce qui s'appelle la « technique touche-descend ». Elle consiste à ce qu'un porteur de bouclier s'associe avec un policier équipé d'un lanceur de projectiles. Lorsque le tireur touche l'épaule du porteur, le porteur s'agenouille et pose son bouclier droit sur le sol, tout en permettant au tireur de se cacher derrière et de tirer par-dessus l'écran transparent. Cela permet une meilleure protection des deux opérateurs. Une autre technique utilisant le bouclier est celle qu'utilisent les « équipes d'extraction ». Une équipe d'extraction est habituellement constituée d'une partie de l'unité placée en réserve, et sert à sauver des personnes en danger ou à capturer des individus seuls. L'équipe se situe derrière un mur de boucliers, qui s'ouvre légèrement lors d'un signal donné par un supérieur, permettant à l'équipe de sortir, avant de se refermer. L'équipe va ensuite récupérer l'individu à prendre et le ramène au mur de boucliers, qui s'ouvre une seconde fois pour lui permettre de retourner derrière le mur avant de se refermer.

### Efficacité
Même s'ils offrent une grande protection pour les policiers, les boucliers antiémeute peuvent parfois encourager les protestataires à lancer des projectiles aux forces de l'ordre. Un chef surintendant de la police britannique déclare que même si les émeutiers évitent généralement d'attaquer les policiers, dès qu'ils les voient avec des boucliers antiémeute, leur réticence à attaquer semble disparaître. Certains protestataires lancent délibérément des projectiles sur les boucliers, ce qui semble montrer qu'ils ne visent pas les policiers eux-mêmes.

## Dans la culture populaire

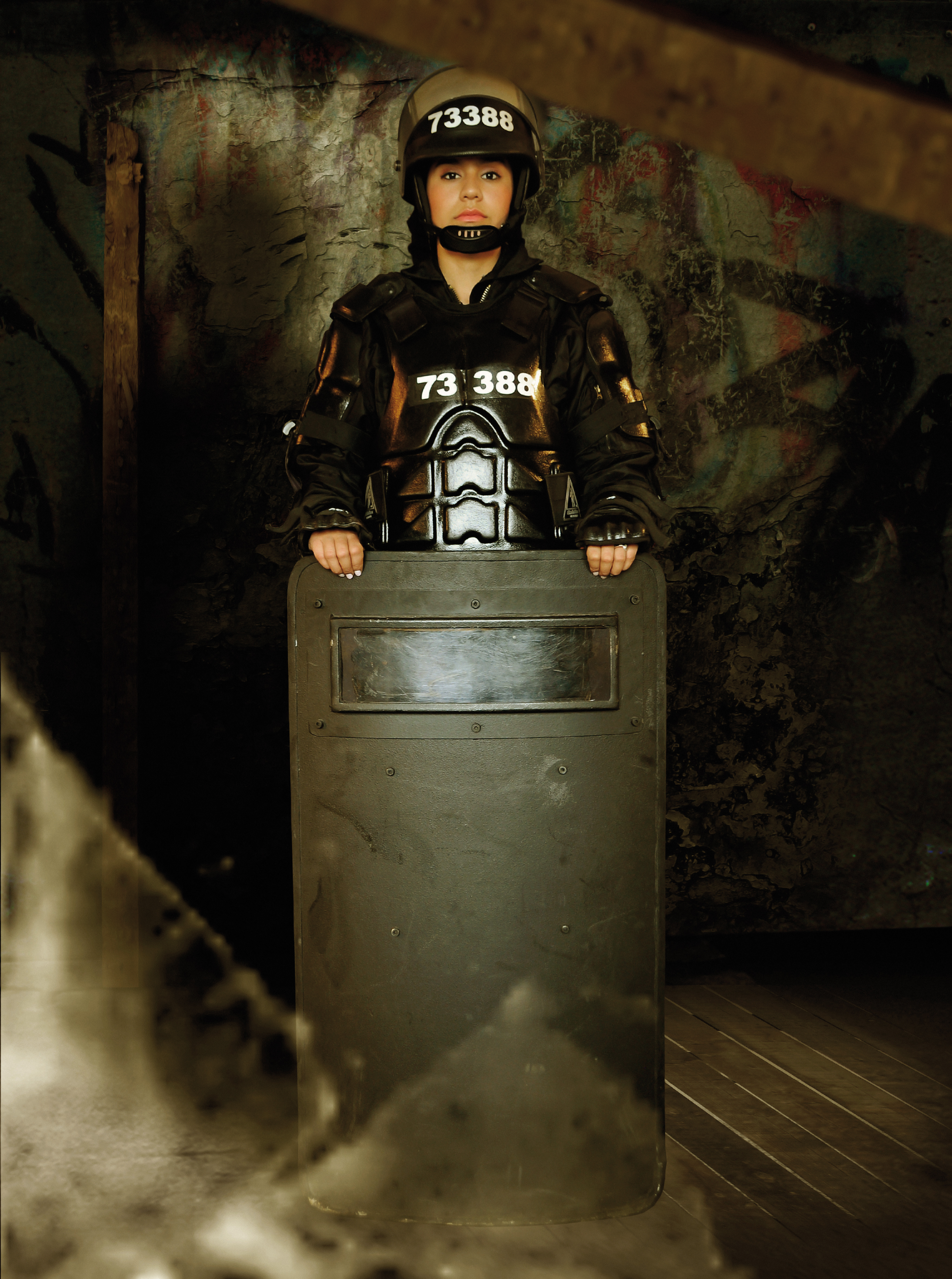
Mujer del Esmad, photographie de Germán Gaviria Mesa en hommage à la Police nationale colombienne.

Le bouclier antiémeute est une figure courante dans les jeux vidéo, plusieurs sites listant au moins une quarantaine de jeux en faisant la démonstration, comme la franchise Tomb Raider, la franchise Call of Duty, le jeu Metal Gear Solid, la franchise Dead Rising, ou encore Tom Clancy's Rainbow Six: Vegas 2. La société de jouets Lego a quant à elle lancé des boucliers antiémeute dans sa gamme de produits, ce que la marque de jouets allemande Playmobil offre aussi, dans sa gamme « SWAT »,.
Depuis les années 2000 et 2010, les boucliers antiémeute sont très présents dans les films et séries télévisées d'action, comme The Walking Dead, Death Race 2 et Les Fils de l'homme. Leur présence dans les médias incite ainsi plusieurs marques à produire des versions du bouclier antiémeute dans leur gammes de costumes de policier ou de militaire pour les enfants, comme les entreprises américaines Walmart et Amazon et la compagnie chinoise Alibaba,,.
L'artiste marseillais Georges Briata exécute en 1968 une peinture sur les manifestations étudiantes en France en mai, où figurent des boucliers antiémeute. Le photographe artistique colombien Germán Gaviria Mesa crée une série de photographies en hommage à l'héroïsme des policiers de son pays : trois d'entre elles montrent des forces de l'ordre avec un bouclier antiémeute,,. L'auteur-compositeur-interprète britannique Elvis Costello publie en 1986 son album Blood and Chocolate, où figure la chanson Tokyo Storm Warning qui évoque les boucliers antiémeute.